# Szachy heksagonalne

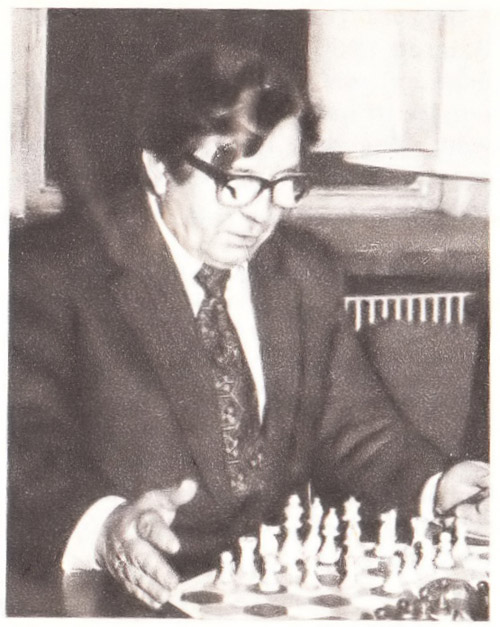
Władysław Gliński

Szachy heksagonalne – wariant szachów grywany na sześciokątnej szachownicy z sześciokątnymi polami. Zasady gry zostały opracowane w 1929 r. przez lorda H.D.Baskerville'a, a następnie w 1939 r. ulepszone przez radzieckiego geologa I. Szafrana. Odmiany te nie zdobyły jednak szerszego grona wielbicieli, dopiero zaproponowana w 1949 r. i usprawniona w 1953 r. przez Władysława Glińskiego odmiana (tzw. heksagonalne szachy polskie) zdobyła popularność w Wielkiej Brytanii i Polsce, a następnie w Kanadzie i Stanach Zjednoczonych. Współcześnie szachy heksagonalne popularne są również w Szwajcarii, Francji, Włoszech, Węgrzech, Nowej Zelandii, Niemczech oraz w niektórych krajach byłego Związku Radzieckiego.

## Reguły gry

Ustawienie początkowe bierek

Szachy heksagonalne Glińskiego są grą dwuosobową. Gra toczy się na sześciokątnej szachownicy, składającej się z 91 sześciokątnych pól w trzech kolorach: jasnym, ciemnym i pośrednim (zwyczajowo są to odcienie brązu), przy czym jest 30 jasnych, 30 ciemnych i 31 pośrednich pól. Do gry używa się dwóch kompletów bierek, białego i czarnego. Grający białymi siedzi przy wierzchołku jasnym, grający czarnymi – przy wierzchołku ciemnym planszy. Diagramy są rysowane tak, że strona białych jest na dole, strona czarnych – na górze.
Do gry używa się tych samych bierek, co w szachach tradycyjnych, jednak w szachach heksagonalnych inna jest ich liczba: w porównaniu z zestawem tradycyjnym, każdy z graczy dysponuje dodatkowym pionem i dodatkowym gońcem. A zatem zestaw bierek jednego gracza obejmuje 1 króla, 1 hetmana, 2 wieże, 2 skoczki, 3 gońce i 9 pionów. Początkowe ustawienie bierek przedstawia diagram po prawej.
Szachownica posiada 11 pionowych rzędów pól nazwanych literami a, b, c,..., k, l (litera j nie jest używana). Pola w danym rzędzie są numerowane od 1 do 11. Pola o tym samym numerze tworzą ukośną linię załamaną na polu f pod kątem 120°. Linie 1.-6. mają po 11 pól, linia 7. (zapełniona czarnymi pionami w ustawieniu początkowym) posiada 9 pól, linia 8. – 7 pól, itd., linia 11. – tylko jedno pole, f11.
Podobnie jak w szachach tradycyjnych, celem gry w szachy heksagonalne jest pojmanie, czyli zamatowanie króla strony przeciwnej, lub osłabienie przeciwnika tak, aby był zmuszony poddać się.

## Rozpoczęcie partii
Grę rozpoczyna grający białymi. W partiach towarzyskich decyzja, który z graczy gra białymi jest zazwyczaj kwestią umowy lub losowania. Przeciwnicy wykonują na przemian po jednym posunięciu. Z ruchu nie można zrezygnować.

## Wykonywanie posunięć
W czasie gry bierki wykonują posunięcia zgodnie z podanymi niżej zasadami. Jak w szachach tradycyjnych, w czasie ruchu bierka (z wyjątkiem skoczka i gońca) nie może przeskakiwać innych bierek. Bicie polega na zdjęciu z szachownicy bitej bierki przeciwnika i postawieniu własnej bierki na jej miejscu (wyjątek: bicie w przelocie). Z wyjątkiem pionów, bierka bije wrogie bierki znajdujące się na polach jej ruchu. Nie wolno bić króla przeciwnika. Jeżeli król gracza znajdzie się pod działaniem wrogiej bierki (pod szachem), gracz ma obowiązek zagrożenie to zlikwidować (poprzez ruch królem, zasłonięcie go inną bierką lub zbicie bierki przeciwnika, która spowodowała zagrożenie). Nie wolno również wykonywać ruchu, który powodowałby wystawienie własnego króla na działanie wrogiej bierki. Mat następuje, gdy atakowany gracz nie ma żadnej możliwości obrony przed zagrożeniem.
|  |  |

Wieża porusza się w 6 kierunkach wyznaczonych przez pola przylegające do siebie bokami, o dowolną liczbę pól.
Goniec porusza się w 6 kierunkach po liniach skośnych i może przeskakiwać. Są one wyznaczone przez pola tego samego koloru.
|  |  |

Hetman może poruszać się w dwunastu kierunkach o dowolną liczbę pól, a więc jak wieża i goniec jednocześnie.
Król może poruszać się o jedno pole w dwunastu kierunkach. W szachach heksagonalnych nie ma roszady.
|  |  |

Skoczek może przeskakiwać inne bierki. Ruch skoczka można opisać jako jedno pole ruchem gońca (na skos), następnie jedno pole ruchem wieży.
Pion porusza się o jedno pole do przodu, bije natomiast ukośnie na przylegającym polu (czerwone koła na diagramie powyżej). Należy zauważyć, że w przeciwieństwie do szachów tradycyjnych kierunek bicia pionem nie odpowiada ruchowi gońca. Przy pierwszym ruchu pion może poruszyć się o jedno lub dwa pola. Gdy pierwszy ruch piona jest połączony z biciem w kierunku rzędu f, pion zachowuje prawo ruchu o dwa pola naprzód. Na przykład, jeśli biały pion e4 zbije czarną bierkę na f5, może przesunąć się na f7. Istnieje bicie w przelocie, polegające na biciu piona poruszającego się o dwa pola poprzez pole pod działaniem piona przeciwnego koloru. Bić w przelocie można tylko pionem, i tylko piona, który właśnie wykonał ruch o dwa pola. Niewykorzystany przywilej bicia w przelocie natychmiast przepada. Na przykład, jeśli czarny pion c7 na schemacie powyżej przesunie się na c5, biały pion b5 może go zbić ruchem b5 x c6 bp. Jeżeli pion dojdzie do ostatniego pola (jednego z zaznaczonych gwiazdkami na schemacie), ulega promocji, czyli przemianie na dowolną figurę (gracz może np. zamienić swojego piona na dodatkowego hetmana).

## Zakończenie partii
Partia kończy się wygraną jednej ze stron, jeśli:
- król przeciwnika został zamatowany;
- przeciwnik poddał partię;
- przeciwnik został zapatowany.

Za wystarczające do zamatowania króla uważa się co najmniej:
- piona;
- 3 figury lekkie;
- wieżę;
- lub hetmana.

Pat, czyli niemożność wykonania dozwolonego posunięcia, nie jest w szachach heksagonalnych wynikiem remisowym. W rozgrywkach turniejowych, strona przegrywająca (zapatowana) otrzymuje ¼ punktu, zaś strona wygrywająca otrzymuje ¾ punktu.
Remis następuje, gdy dojdzie po raz trzeci do tej samej pozycji z tą samą kolejnością ruchu (w tym wskutek wiecznego szacha), gdy obie strony wykonają 50 ruchów bez bicia lub bez poruszenia pionów, a także gdy obaj gracze zgodnie ogłoszą remis.

## Zapis partii
Zapis partii szachów heksagonalnych wykonuje się podobnie jak zapis partii szachów tradycyjnych.

## Mistrzostwa świata i Europy

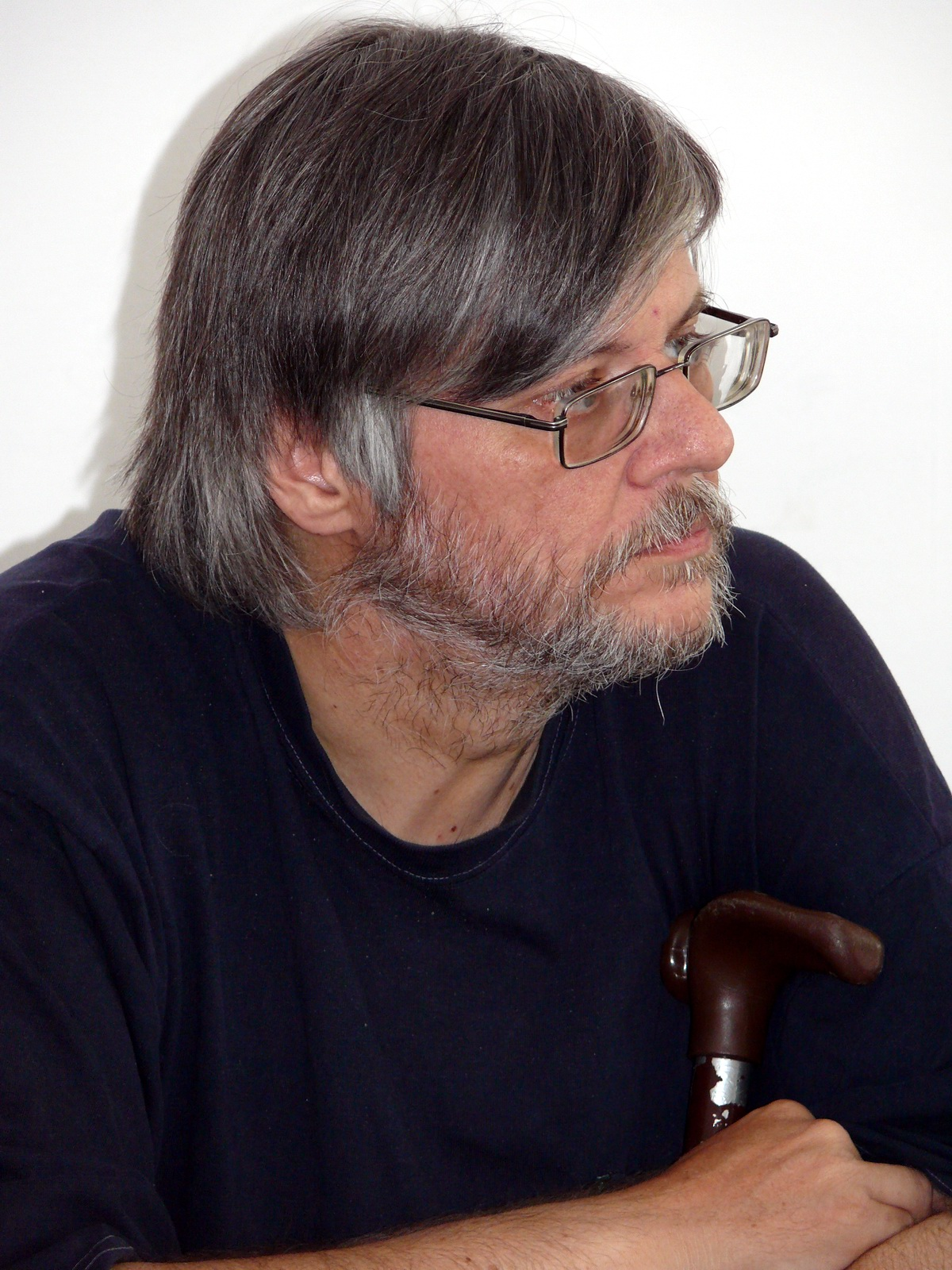
Marek Maćkowiak, 2008

18 sierpnia 1980 r. została utworzona Międzynarodowa Federacja Szachów Heksagonalnych (International Hexagonal Chess Federation IHCF). Zorganizowała ona następujące imprezy:
| Rok  | Zawody             | Zwycięzca                     |
| ---- | ------------------ | ----------------------------- |
| 1980 | Mistrzostwa Europy | Marek Maćkowiak               |
| 1984 | Mistrzostwa Europy | Laszlo Rudolf                 |
| 1986 | Mistrzostwa Europy | Marek Maćkowiak               |
| 1989 | Mistrzostwa Europy | Laszlo Somlai                 |
| 1991 | Mistrzostwa świata | Laszlo Rudolf Marek Maćkowiak |
| 1998 | Mistrzostwa Europy | Siergiej Korchicki            |
| 1999 | Mistrzostwa świata | Marek Maćkowiak               |